# Cayo Claudio Severo
Cayo o Gayo Claudio Severo  senador romano de época antonina, que vivió ente la segunda mitad del siglo I y la primera mitad del siglo II, era originario de las provincias orientales.

## Familia
Claudio fue miembro de los Claudios Severos, una rama familiar de la gens Claudia originaria de Pompeyópolis, Galacia, y era de ascendencia griega pontica. Fue padre de Gneo Claudio Severo Arabiano.

## Carrera pública
Claudio fue admitido en el Senado a finales del siglo I o principios del II. Fue el primer gobernador de la provincia de Arabia tras su anexión entre el año 106 y el 115/116. Durante su gobierno se ocupó de la organización de la región en una provincia romana y de la construcción de la Via Nova Traiana  y obtuvo el consulado sufecto in absentia en el año 112 junto a Tito Setidio Firmo.